# Parc commémoratif de Vraca
Le parc commémoratif de Vraca (Spomen-park Vraca / Спомен-парк Враца) est situé en Bosnie-Herzégovine, sur le territoire de la Ville de Sarajevo. Inauguré en 1981, il est inscrit sur la liste des monuments nationaux de Bosnie-Herzégovine.
Le mémorial mentionne le nom des 11 000 victimes (hommes, femmes et enfants) de Sarajevo (et environs), tués pendant la Seconde Guerre mondiale.

## Localisation
Le mémorial se situe sur la commune de Novo Sarajevo, quartiers de Grbavica (Sarajevo) (en)  et de "Kovačića", rive droite (et sud) de la rivière Miljacka, en position dominante.

## Histoire
En 1898, l'Autriche-Hongrie a construit un fort militaire sur les pentes du mont Trebević, dans la partie sud de la ville, à un emplacement dénommé sur les cartes austro-hongroises "Vratca" (mala vrata, petite porte).
Pendant la Seconde Guerre mondiale, Sarajevo appartient à l'État indépendant de Croatie (1941-1945), et ses Oustachis. Le fort de Vraca devient le site officiel de mise à mort de citoyens de Sarajevo (et environs) : Serbes, Juifs, communistes, opposants... Dans le même temps, des citoyens de Sarajevo sont déportés vers des camps nazis à travers l'Europe : celui d'Auschwitz et camp de concentration de Jasenovac (camps de concentration oustachis). 
Pour le seul mois de décembre 1942, plus de 1 300 personnes de Sarajevo sont ainsi déportées dans des camps de concentration, sans jugement.
Le site devient synonyme de résistance et de lutte des citoyens contre le fascisme.
L'objectif est d'utiliser et de réhabiliter une ancienne forteresse austro-hongroise, avec le du designer Vladimir Dobrović, du sculpteur Alija Kučukalić et du paysagiste Aleksandar Maltarić.
Le "Memorial Park", édifié à partir de 1980, est inauguré le 25 novembre 1981, date anniversaire de la première réunion du  ZAVNOBIH en 1943.
En 1992-1995, du parc commémoratif, partent sur Sarajevo les tirs des canons lourds et des tireurs d'élite.
En 1996, après la signature de l'accord de Dayton, avec le retrait des troupes des forces VRS, le parc est systématiquement détruit : forteresse, monuments commémoratifs, parcs, plateaux, escaliers...
En 2005, le parc est déclaré monument national de Bosnie-Herzégovine.

## Architecture
Le complexe du parc commémoratif comprend les éléments suivants :
- plateau d'entrée : 
  - point de repère sur le site, sculpture-mémorial à la femme combattante, belvédère, feu éternel, fontaine,
- plateau commémoratif :
  - souvenir des combattants de la ville tombée,
  - souvenir des héros nationaux avec une tortue,
  - souvenir du mouvement de résistance dans la ville avec la reconnaissance par Tito des combattants dans les villes occupées,
  - souvenir des victimes du fascisme avec le message de Tito,
  - exposition "Témoignage de la lutte" hébergée dans le fort,
  - souvenir des unités NOV participant à l'opération de libération de Sarajevo.